# 萬有引力 (漫畫)
《萬有引力》是村上真紀創作的日本漫畫作品。在《你與我》連載。另外還有電視動畫、OVA、廣播劇CD等作品。
第1部漫畫全12卷、第2部漫畫《萬有引力EX》現在Spica Web版連載中，已出版單行本2卷、相關連載還有《新堂家的事情》（原名《新堂家の事情》、於Comic Spica上連載、7話完結、未出單行本。）
該作跳脫出同志作品給人悲傷和不可告人的既定印象，同時偏向喜劇的方式進行，而男主角愁一和瑛里的關係在本作也是公開的並獲得其他配角的支持，這在同類型的作品當中算是非常少見的。

## 故事簡介
主角新堂愁一是「BAD LUCK」的主唱。一天晚上，愁一在公園裡與超美型人氣小說家由貴瑛里命運地相遇。對於批評他寫的歌詞的由貴，愁一一直耿耿於懷。

## 登場角色
新堂愁一（聲：關智一/矢部雅史（1997年DRAMA CD））
4月16日生、A型
「BAD LUCK」的主唱。喜歡由貴瑛里。憧憬佐久間龍一，視龍一為神般的存在。高中時代便以「NITTLE GRASPER」為目標，與中野浩司兩人組成「BAD LUCK」。
他所做的詞在公園中被吹散，拾獲的由貴瑛里將其批評為連小學生都不如，因此讓新堂對作詞心生畏懼。
個性嬌小，被由貴一直稱作小孩。原本紮起辮子是模仿崇拜的NITTLE GRASPER主唱「佐久間龍一」，但之後因為了解到成為職業樂團後，BAD LUCK和NITTLE GRASPER是要互相較勁，不應該持有低下的心態，便把頭髮給剪短。第二次改變頭髮是因為由貴在他面前選擇了瀨口而打算拋下他，為失戀而把髮色染金，不過冰釋之後有再回復。
由貴瑛里/上杉瑛里（聲：井上和彥、宮田幸季（少年））
2月23日生、AB型
人氣小說家，尤其是受女性歡迎的愛情小說。少年時代在美國生活，一次在公園裡撿到愁一為了出道而填寫的歌詞，並在愁一的面前殘酷的批評其歌詞，導致愁一受到不小的衝擊卻從此和愁一一同走向禁忌的道路。
雖為作家，但老家為寺廟，因此回老家時會做僧侶的工作。
「宇佐美綾加」為其未婚妻，但她在見到由貴因為新堂的演唱會表現而露出笑容後而退出。
在美國生活的時候曾被家教老師「北澤有希」及同夥強暴未遂。該共犯以十美金向有希要求優先侵犯，而當時喜歡有希的由貴瑛里被答應的有希傷透，因此殺害兩人。即便如此，由貴瑛里仍以和「有希」同日文讀音 (Yuki)的「由貴」作為筆名，也會特地到紐約造訪他的墳墓。新堂在漫畫中猜測由貴瑛里氣憤的重點不在強暴，而是有希把由貴瑛里的第一次讓出去，由貴瑛里看著自己但心中仍然愛著有希。
曾對新堂說出「你能代替有希，但沒有人能代替你。」但是，也曾有稱新堂為小菊花馬桶或說新堂是他的「洞」等言辭。
個性上來說漫畫版和動畫版略有不同，動畫版的由貴總是一幅酷酷兼冷淡的個性不太會笑，而漫畫版則偶爾會出現搞笑和脫線的一面。
中野浩司（聲：松本保典）
8月4日生、B型
「BAD LUCK」的吉他手。學校的優等生，原本受父母期待考上醫學院，後來放棄升學與愁一共組樂團，除了是樂團成員更是愁一不可多得的好友。喜歡宇佐美綾加。
因為其優秀的學業乘積使得BAD LUCK在上益智節目時爭取到好成績，同時藉由現場演唱讓BAD LUCK開始受到注目。
新堂被強暴後第一個幫助他的人。
瀨口冬馬（聲：折笠愛）
11月20日生、B型
與由貴瑛里的姊姊「美華」結婚
三年前解散的「NITTLE GRASPER」的團長、鍵盤手。解散後自己創立了唱片公司，現在是N-G Production的社長。少數知道由貴瑛里過去的人。
初期對於由貴和新堂的戀情抱持正面態度，因為緋聞有助新堂拓展知名度。但之後因為由貴身體出狀況，瀨口便認為由貴已承受不住媒體對其生活的干擾，而決心要拆散新堂和由貴。
由貴瑛里殺人後第一個在身邊包護他的便是瀨口，自此之後便百般保護由貴，保護到一度只專注於把新堂和由貴拆開而冷落了懷孕的美華。
佐久間龍一（聲：山口勝平）
4月1日生、B型
「NITTLE GRASPER」的主唱，解散後在美國單飛，年約30歲卻因一張娃娃臉而看不出來，他是愁一最為崇拜的偶像，平時個性跟小孩沒兩樣但一站舞台馬上就變了一個人。
一度煽動支持者去攻擊新堂，實情是希望激起新堂向他「用音樂一較高下」的決心。
雖然和新堂在廁所裡決定用連續發單曲的比賽來競爭，但實際上並不打算贏，只是要讓新堂和BAD LUCK有歷練。
在漫畫一二部均透過樹把來執行計畫，在第二部中甚至坐上樹把的機車且稱之「奴隸」。
在漫畫第二部(Ex)中想搶走新堂，接吻的畫面被由貴撞見而讓兩人有裂痕。
K（聲：置鮎龍太郎）
8月21日生、B型
佐久間龍一的經紀人，回到日本後成為「BAD LUCK」的經紀人，在美國有一位妻子為好萊塢的大明星，平時攜帶槍械在身上，愁一等人如果有不聽話的行為會毫不猶豫的開槍制止。
在漫畫中表示因為龍一人氣太高，為了保護他甚至造成戰爭，所以他才會隨時處於備戰狀態。
坂野（聲：子安武人）
9月19日生、A型
「BAD LUCK」的製作人、經紀人。K成為「BAD LUCK」的經紀人後便專心當製作人，在「BAD LUCK」中存在感最薄弱同時個性最正常的人，非常仰慕自己的上司瀨口冬馬。
藤崎順（聲：瀧本富士子）
7月6日生、A型
「BAD LUCK」其後加入的鍵盤手。瀨口冬馬的表弟，16歲，擁有極高的音樂天份，一開始愁一反對藤崎順加入他們的「BAD LUCK」，但當他見識過藤崎順的實力後迫於現實才同意藤崎順的加入「BAD LUCK」，個性上來說一開始很正經八百，但隨著和愁一他們相處的時間變長已經漸漸融入他們的世界。
上杉樹把（聲：石川英郎）
12月21日生、AB型
由貴瑛里的弟弟，長的和瑛里一模一樣（連聲音也很相似），只有髮色不同。憧憬佐久間龍一，非常想和他見面。
被中野請託到演唱會現場假扮由貴瑛里，最後以這樣的扮相和新堂在節目上接吻。不知情的媒體拍攝到該畫面之後便湧向由貴瑛里的家要查證，因此讓由貴和新堂的戀情公諸於世。
瀨口美華（聲：鶴弘美）
由貴瑛里的姊姊，瀨口冬馬的妻子，很清楚冬馬迎娶自己只是為了弟弟瑛里，性格強勢，知道瑛里小時候的種種糗事，對跟瑛里在一起的愁一感覺十分的複雜。
宇佐美綾加（聲：田中理惠）
由貴瑛里的婚約者。中野浩司喜歡的人。
鵜飼典子（聲：池澤春菜/天野由梨（OVA））
8月5日生、O型
「NITTLE GRASPER」的成員，「BAD LUCK」的外聘團員，自藤崎順加入「BAD LUCK」後就退出了。動畫版則從未被「BAD LUCK」外聘，是直到瀨口冬馬宣佈復出才登場。
相澤瀧（聲：三木眞一郎）
瀨口冬馬製作的「ASK」的成員，剛出道時就成為備受期待的新人，一開始看不起默默無名的「BAD LUCK」，直到發現自己的音樂才華比不上愁一後，開始嫉妒愁一而陷害他。
最終因陷害愁一牽扯到由貴瑛里而觸犯瀨口冬馬的底線，導致瀨口冬馬下令被演藝圈封殺外，本人也接著下落不明。

## 出版書籍
| 集數 | 幻冬舍        | 幻冬舍                 |
| 集數 | 發售日期      | ISBN                   |
| ---- | ------------- | ---------------------- |
| 1    | 1996年3月     | ISBN 978-4-7897-8023-0 |
| 2    | 1996年7月     | ISBN 978-4-7897-8036-0 |
| 3    | 1996年11月    | ISBN 978-4-7897-8044-5 |
| 4    | 1997年3月     | ISBN 978-4-7897-8050-6 |
| 5    | 1997年8月     | ISBN 978-4-7897-8059-9 |
| 6    | 1998年4月     | ISBN 978-4-7897-8072-8 |
| 7    | 1998年10月    | ISBN 978-4-7897-8088-9 |
| 8    | 1999年5月     | ISBN 978-4-7897-8106-0 |
| 9    | 2000年1月     | ISBN 978-4-7897-8218-0 |
| 10   | 2000年7月     | ISBN 978-4-7897-8278-4 |
| 11   | 2000年12月    | ISBN 978-4-7897-8322-4 |
| 12   | 2002年8月24日 | ISBN 978-4-344-80117-2 |

| 集數 | 幻冬社        | 幻冬社                 |
| 集數 | 發售日期      | ISBN                   |
| ---- | ------------- | ---------------------- |
| 1    | 2006年4月25日 | ISBN 978-4-344-80749-5 |
| 2    | 2006年5月24日 | ISBN 978-4-344-80756-3 |
| 3    | 2006年6月24日 | ISBN 978-4-344-80772-3 |
| 4    | 2006年7月24日 | ISBN 978-4-344-80785-3 |
| 5    | 2006年8月24日 | ISBN 978-4-344-80812-6 |
| 6    | 2006年9月22日 | ISBN 978-4-344-80829-4 |

| 集數 | 幻冬社         | 幻冬社                 |
| 集數 | 發售日期       | ISBN                   |
| ---- | -------------- | ---------------------- |
| 1    | 2007年2月24日  | ISBN 978-4-344-80926-0 |
| 2    | 2011年11月24日 | ISBN 978-4-344-82361-7 |

### 改編小說
小說版由純礼音著、村上真紀原作暨插畫。
- Gravitation The Novel

2000年11月30日發行、ISBN 978-4-789-71640-6。
- 小說 Gravitation～voice the temptation～

2002年9月30日發行、ISBN 978-4-344-80069-4。
- 小說 Gravitation RED（《Gravitation The Novel》新裝版）

2007年2月24日發行、ISBN 978-4-344-80932-1。
- 小說 Gravitation BLUE（《小說 Gravitation～voice the temptation～》新裝版）

2007年2月24日發行、ISBN 978-4-344-80933-8。

## OVA
製作團隊
- 脚本 - 川崎裕之
- 分鏡 - 渡邊慎一
- 演出 - 櫻新一、粟井重紀
- 人物設計、總作畫監督 - 飯島弘也
- 樂曲製作人 - 淺倉大介
- 美術監督 - 片平真司
- 撮影監督 - 沖田英一
- 錄音演出 - 渡邊淳
- 製作人 - 知久正弘、頼経康史、菊池晃一、増島由美子
- 動畫製作 - プラム
- 主要製作 - 安利美特
- 製作、著作 - Sony Magazines
Movic
Aniplex

主題曲
片頭曲「Blind Game again」
作詞・作曲・編曲 - Mad Soldiers / 歌 - BAD LUCK
片尾曲「Smashing Blue」
作詞・作曲・編曲 - Mad Soldiers / 歌 - BAD LUCK
插入曲
「Spicy Marmalade」
作詞・作曲・編曲 - Mad Soldiers / 歌 - BAD LUCK
「in the moonlight」
作詞・作曲・編曲 - Mad Soldiers / 歌 - BAD LUCK
「Shining Collection」
作詞 - Iceman / 作曲・編曲 - 淺倉大介 / 歌 - Iceman

## 電視動畫

### 製作團隊
- 原作 - 村上真紀
- 監督 - 鮑勃白旗
- 系列構成 - 橫手美智子
- 人物設計 - 下笠美穗
- 道具設計 - ほそまかつまさ
- 美術監督 - 坂本信人
- 色彩設計 - 松本真司
- 編輯 - 松村正宏
- 樂曲製作人 - 浅倉大介
- 錄音演出 - 宇井孝司、塩屋翼
- 音樂監督 - 兒玉隆
- 製作人 - 知久正弘、増島由美子
- 執行製作人 - 石井義光
- 動畫製作 - STUDIO DEEN
- 製作 - Sony Magazines、Aniplex

### 主題曲
片頭曲「SUPER DRIVE」
作詞・歌 - 坂上庸介 / 作曲 - 坂上庸介、淺倉大介 / 編曲 - 淺倉大介（史诗唱片日本）
片尾曲「Glaring Dream」
作詞・作曲・編曲 - Mad Soldiers / 歌 - 小谷欣矢（史詩唱片日本）

### 插入曲
「THE RAGE BEAT」（第1 - 5・7・8・12・13話）
作詞・作曲・編曲 - Mad Soldiers / 歌 - 小谷欣矢（史詩唱片日本）
「Sleepless beauty」（第2・3・5・8・13話）
作詞 - 井上秋緒 / 作曲・編曲 - 淺倉大介 / 歌 - K.ITO+D.K（史詩唱片日本）
「anti nostalgic」（第3話）
作詞・作曲・編曲 - Mad Soldiers / 歌 - 小谷欣矢（史詩唱片日本）
「Blind Game again」（第9話）
作詞・作曲・編曲 - Mad Soldiers / 歌 - 小谷欣矢（史詩唱片日本）
「憂鬱なSeven days」（第11話）
作詞・作曲・編曲 - Mad Soldiers / 歌 - 小谷欣矢（史詩唱片日本）

### 各話列表
| 話數     | 英文標題          | 腳本       | 分鏡     | 演出              | 作畫監督   | 播放日期       |
| -------- | ----------------- | ---------- | -------- | ----------------- | ---------- | -------------- |
| Track-1  | Gravitation       | 横手美智子 | 鮑勃白旗 | 鈴木芳成          | 宮崎渚     | 2000年 10月4日 |
| Track-2  | Live in soul      | 面出明美   | 松下之宏 | 松下之宏          | 工藤裕加   | 10月11日       |
| Track-3  | Stray heart       | 横手美智子 | 西村純二 | 吉田俊司          | 杉山東夜美 | 10月18日       |
| Track-4  | Wave Shock        | 面出明美   | 佐山聖子 | 佐山聖子          | 竹田逸子   | 10月25日       |
| Track-5  | Winding road      | 池田眞美子 | 寺東克巳 | 柳瀬雄之          | 宮崎渚     | 11月1日        |
| Track-6  | Shady scheme      | 橫手美智子 | 篠原俊哉 | 鈴木芳成          | 工藤裕加   | 11月8日        |
| Track-7  | Ground zero       | 橫手美智子 | 松下之宏 | 松下之宏          | 杉山東夜美 | 11月15日       |
| Track-8  | Song and song     | 面出明美   | 佐山聖子 | 林有紀            | 佐佐木敏子 | 11月22日       |
| Track-9  | The deepest brain | 池田眞美子 | 西村純二 | 吉田俊司          | 中嶋忠二   | 11月29日       |
| Track-10 | Heads or tails    | 池田眞美子 | 寺東克巳 | 柳瀬雄之          | 工藤裕加   | 12月6日        |
| Track-11 | Secret day        | 面出明美   | 篠原俊哉 | 鈴木芳成          | 杉山東夜美 | 12月13日       |
| Track-12 | Breathless        | 橫手美智子 | 篠原俊哉 | 林有紀            | 佐佐木敏子 | 12月20日       |
| Track-13 | Got it all        | 橫手美智子 | 鮑勃白旗 | 柳瀬雄之 鮑勃白旗 | 工藤裕加   | 2001年 1月10日 |

| WOWOW 星期三18:30節目 | WOWOW 星期三18:30節目 | WOWOW 星期三18:30節目 |
| --------------------- | --------------------- | --------------------- |
|                       | 萬有引力              |                       |
| 袖珍女侍小梅          | 破壞魔定光            |                       |

## 相關商品

### 其他書籍
- 万有引力完全攻略Fan Book
- 万有引力完全攻略Fan Book 2
- 万有引力TV动画Fan Book

### 廣播劇CD
- 万有引力 1997年3月20日发行
- 万有引力II 1997年9月20日发行
- 万有引力 Sound Story 2001年7月4日发行
- 万有引力 Sound Story II 2001年12月5日发行
- 万有引力 Sound Story III 2002年8月7日发行
- 万有引力 Drama CD Vol.1 2004年1月28日发行
- 万有引力 Drama CD Vol.2 2004年3月24日发行
- 万有引力 Drama CD Vol.3 2004年5月19日发行

### 同人遊戲
- 超．戀愛完全引力

## 外部連結
- SonyMusic - 動畫官方網站（日語）
- TOKYO MX - 動畫官方網站 （页面存档备份，存于）（日語）